# Scinax albicans
Scinax albicans är en groddjursart som först beskrevs av Werner C.A. Bokermann 1967.  Scinax albicans ingår i släktet Scinax och familjen lövgrodor. IUCN kategoriserar arten globalt som livskraftig. Inga underarter finns listade i Catalogue of Life.